# جودي باين
خطأ لوا في mw.text.lua على السطر 25: bad argument #1 to 'match' (string expected, got nil).
جودي باين (بالإنجليزية: Jodie Bain)‏ هي لاعبة كرة قدم أسترالية، ولدت في 12 نوفمبر 1983 في أستراليا. لعبت مع Central Coast Mariners FC (women) ‏.